# Megachile muansae
Megachile muansae är en biart som beskrevs av Heinrich Friese 1911. Megachile muansae ingår i släktet tapetserarbin, och familjen buksamlarbin. Inga underarter finns listade i Catalogue of Life.